# Lyons-la-Forêt
Lyons-la-Forêt ist eine Gemeinde mit 730 Einwohnern (Stand 1. Januar 2022) im Norden Frankreichs im Département Eure in der Region Normandie. Sie ist als eines der schönsten Dörfer Frankreichs klassifiziert.

## Geografie
Lyons-la-Forêt liegt in Nordfrankreich in der Landschaft Vexin im Staatsforst Forêt Domaniale de Lyons, am Fluss Lieure, etwa 34 Kilometer östlich von Rouen.

## Geschichte

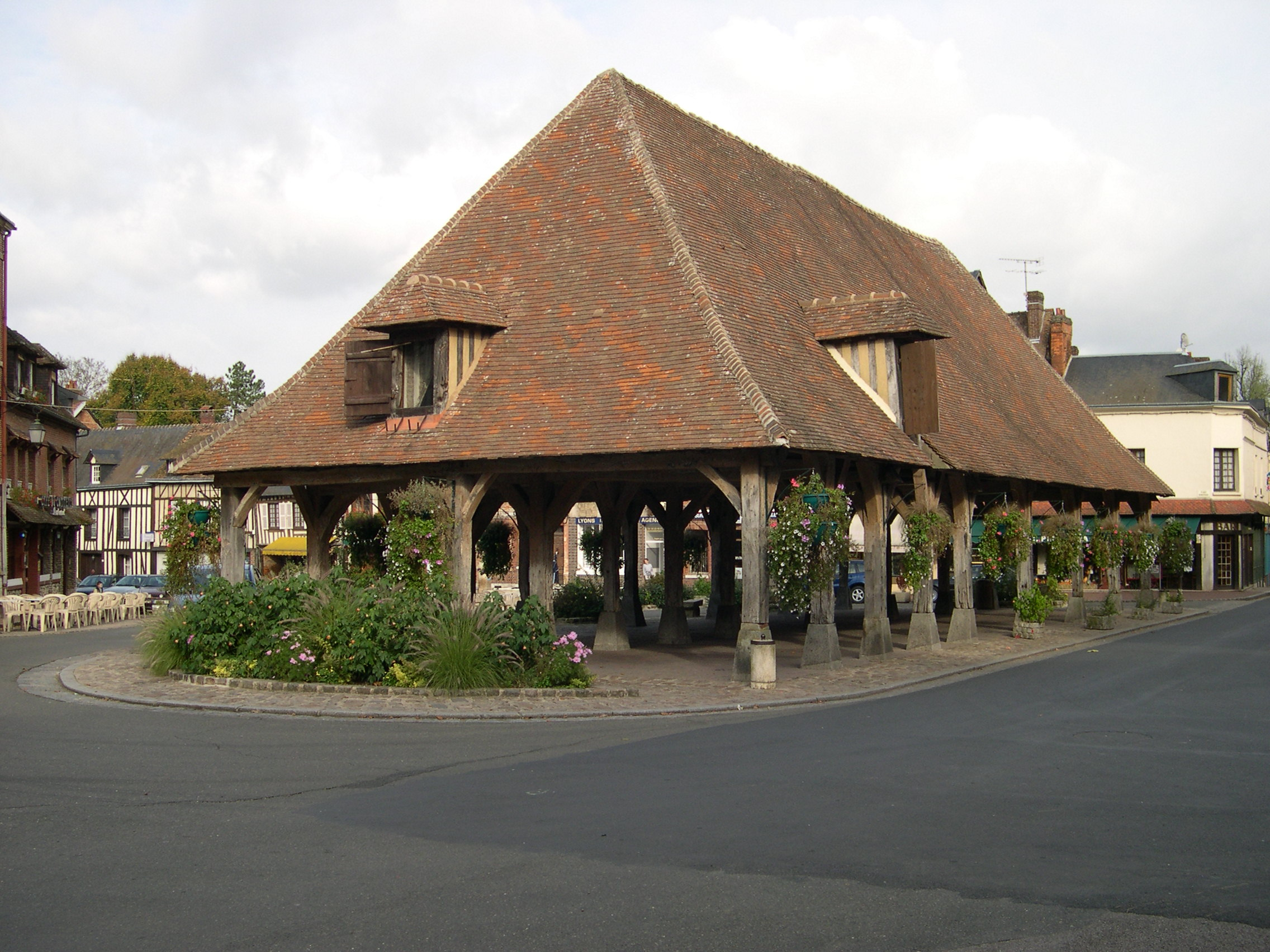
Markthalle aus dem 17. Jahrhundert

Der keltische Münzschatz von Lyons-la-Forêt besteht aus Münzen der Haeduer, die um das Jahr 80 v. Chr. vergraben wurden. Die Gemeinde liegt auf dem ehemaligen Gebiet des keltischen Stammes der Veliocasses.
Lyons-la-Forêt wurde zwischen 1015 und 1026 erstmals urkundlich als loco qui dicitur Leons urkundlich erwähnt, andere Bezeichnungen waren nemus de Leonibus (1032), saltus Leonis (1050), sylvam Leonum (zwischen 1051 und 1066), foresta de Lyons (1204). François de Beaurepaire vermutet einen Zusammenhang des Waldnamens Leons mit dem Bach Loiris (1032) (heute die Lieure, die durch Lyons fließt) und schreibt die Entstehung des Ortsnamens einer wasserbezogenen keltischen Wurzel lic oder lig zu, mit der gallischen Endung -ontium/-ontio/-ontia, die auch in den Ortsnamen wie zum Beispiel Ressons-sur-Matz (Oise, Rosonto um 679, Resontium 658), Besançon (Vesontio) und Mainz (Mogonti-acum, Magontia) identifiziert werden kann. Marie-Thérèse Morlet gibt eine andere Erklärung. Sie vermutet, dass der Ortsname vom römischen Namen Leoncius (vergleiche Leontios) abgeleitet wurde.
Wilhelm der Eroberer ließ eine Burg in Lyons-la-Forêt erbauen. Seine Söhne vergrößerten den Ort und der Jüngste, Heinrich I., starb in der Burg im Jahre 1135. Im 16. Jahrhundert wurden die Burg und die Stadtmauer zerstört. Überreste sind noch zum Teil erhalten.
Nachdem in Rouen 1557 und in Évreux 1559 eine offizielle reformierte Kirche eingerichtet worden war, folgte Lyons-la-Forêt diesem Beispiel. Die protestantische Kirche in Lyons-la-Forêt bestand bis zur Aufhebung des Edikts von Nantes mit dem Edikt von Fontainebleau im Jahr 1685.
Im Zweiten Weltkrieg wurde die Ortschaft verschont, kein Haus wurde beschädigt.

## Bevölkerungsentwicklung
| Jahr                       | 1962 | 1968 | 1975 | 1982 | 1990 | 1999 | 2007 | 2017 |
| Einwohner                  | 749  | 880  | 772  | 734  | 701  | 795  | 759  | 723  |
| Quellen: Cassini und INSEE |      |      |      |      |      |      |      |      |

## Kultur und Sehenswürdigkeiten
Lyons-la-Forêt ist mit vier Blumen im Conseil national des villes et villages fleuris (etwa „Nationalrat der blumenreichen Städte und Dörfer“) vertreten. Die „Blumen“ werden im Zuge eines regionalen Wettbewerbs verliehen, wobei maximal drei Blumen erreicht werden können. Die regionale Jury entscheidet, welche Gemeinden sich um die vierte Blume bewerben dürfen, die von der nationalen Jury verliehen wird.
Der Staatswald von Lyons ist einer der schönsten Buchenwälder Frankreichs und beherbergt viele Bäume, die mehrere Jahrhunderte alt sind. Im Mittelalter war er einer der bevorzugten Jagdorte der Herzöge der Normandie. Im Westen wird der Wald von der Andelle begrenzt, auf der im 18. Jahrhundert Bauholz über die Seine bis nach Paris transportiert wurde. Leider wurde der Wald durch den Orkan Lothar im Dezember 1999 stark geschädigt.
Claude Chabrol drehte den Film Madame Bovary in Lyons-la-Forêt.

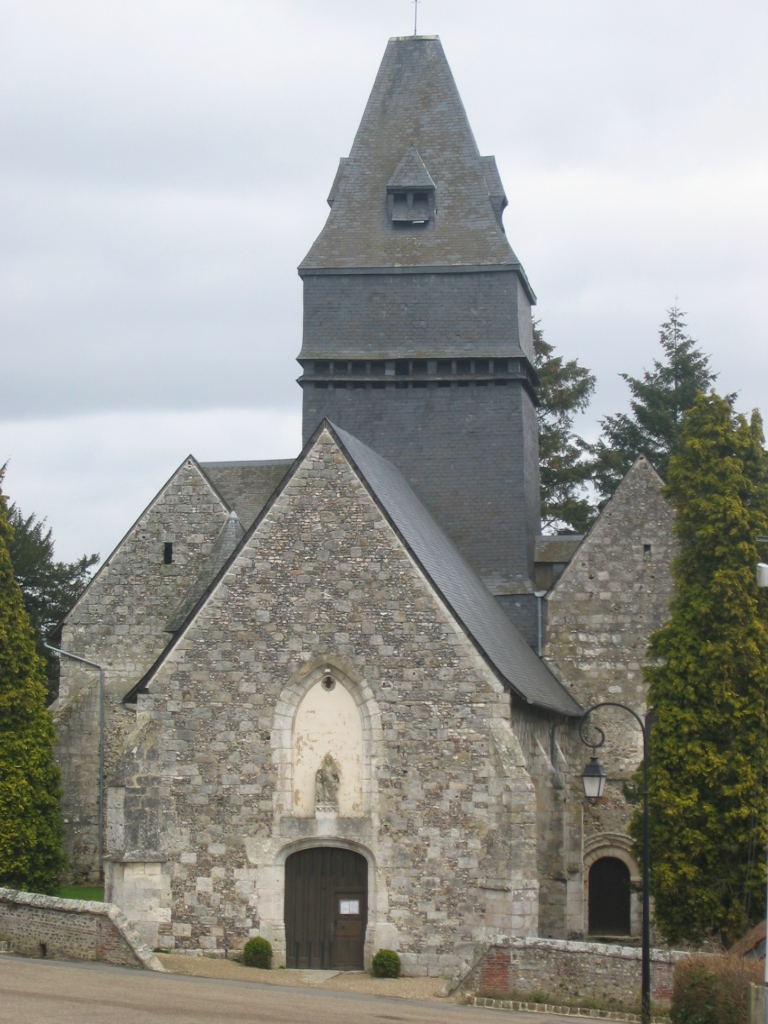
Kirche Saint-Denis
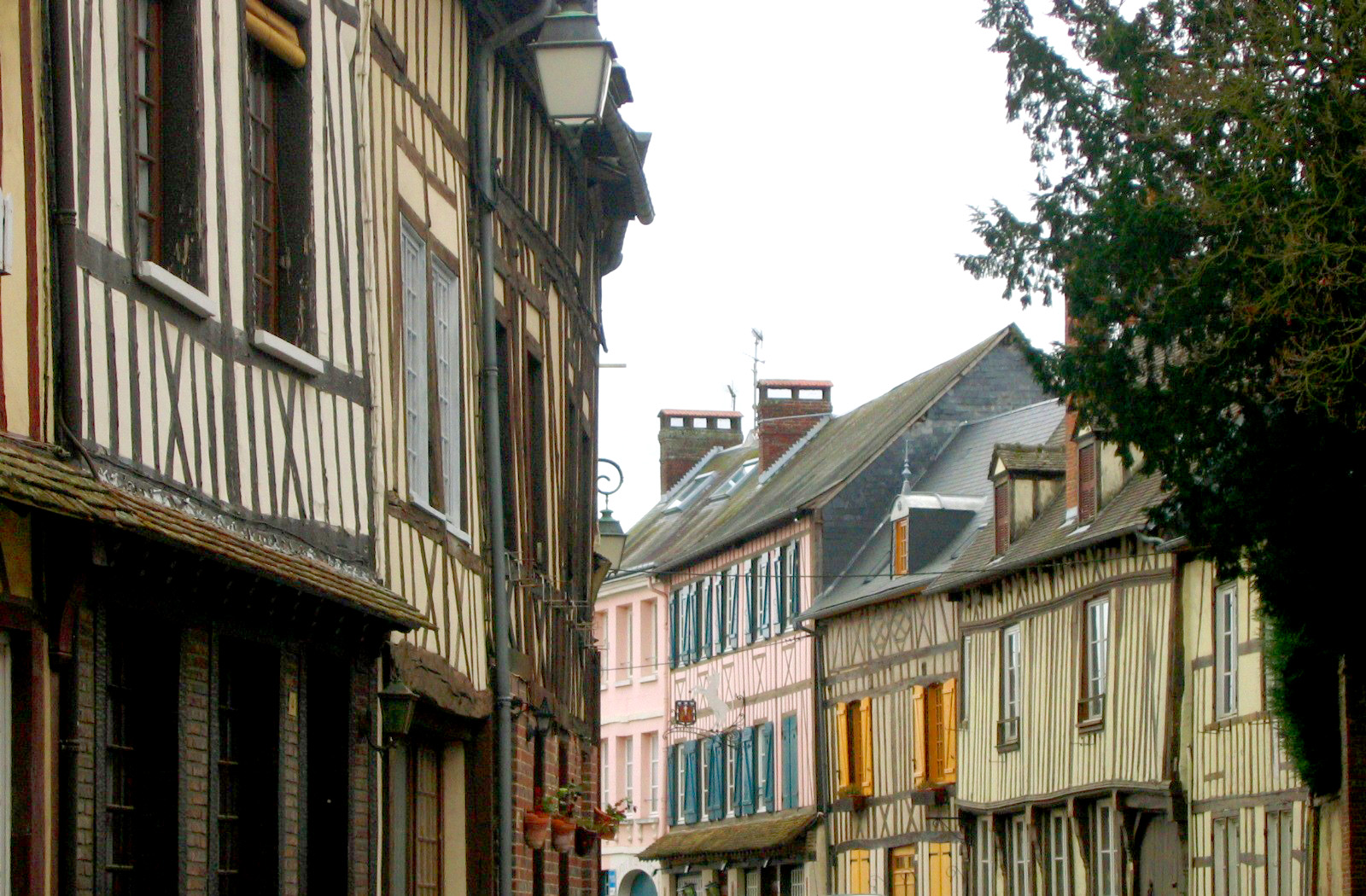
Häuserzeile in Lyons
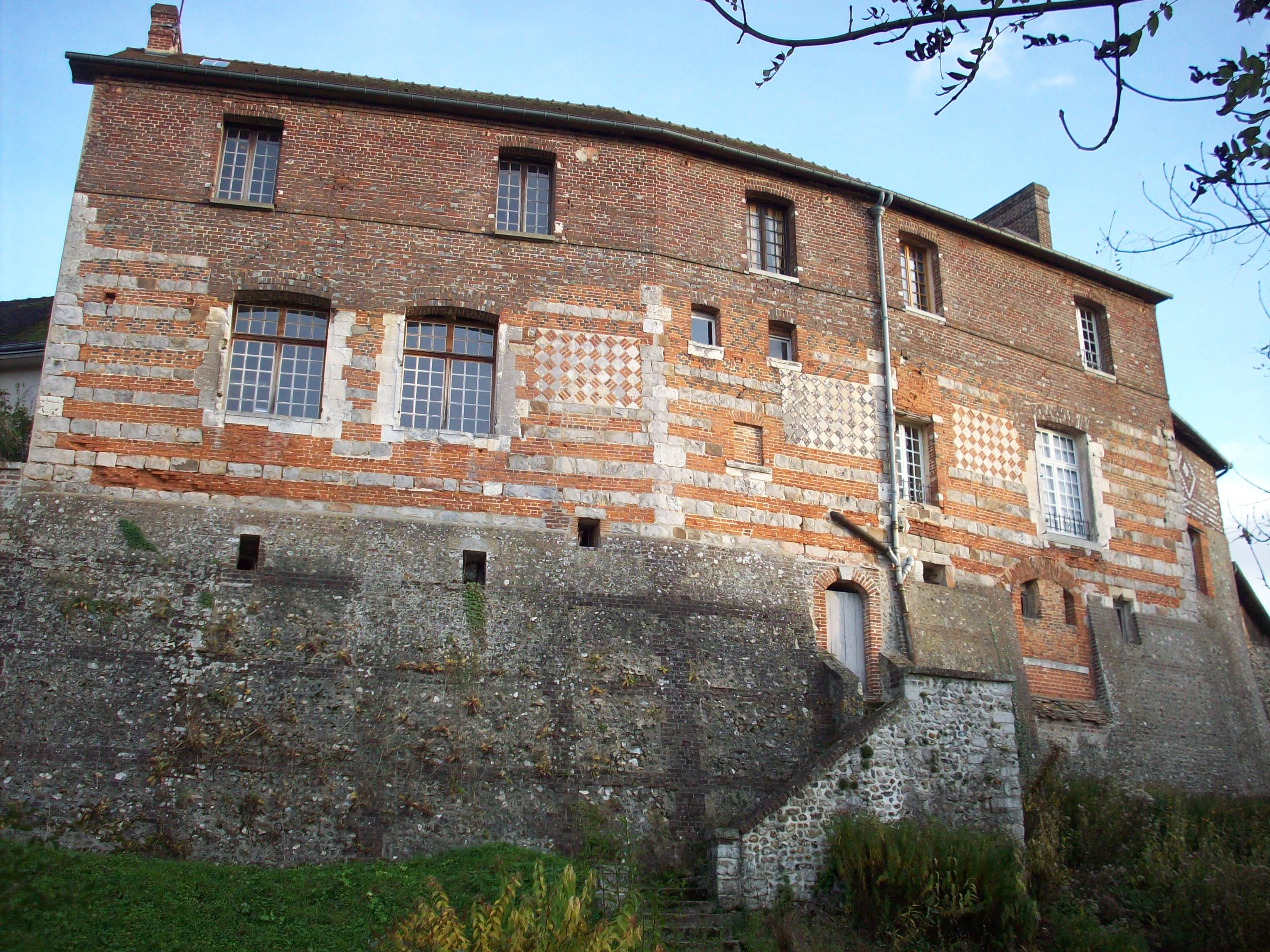
Teil der ehemaligen Stadtbefestigung
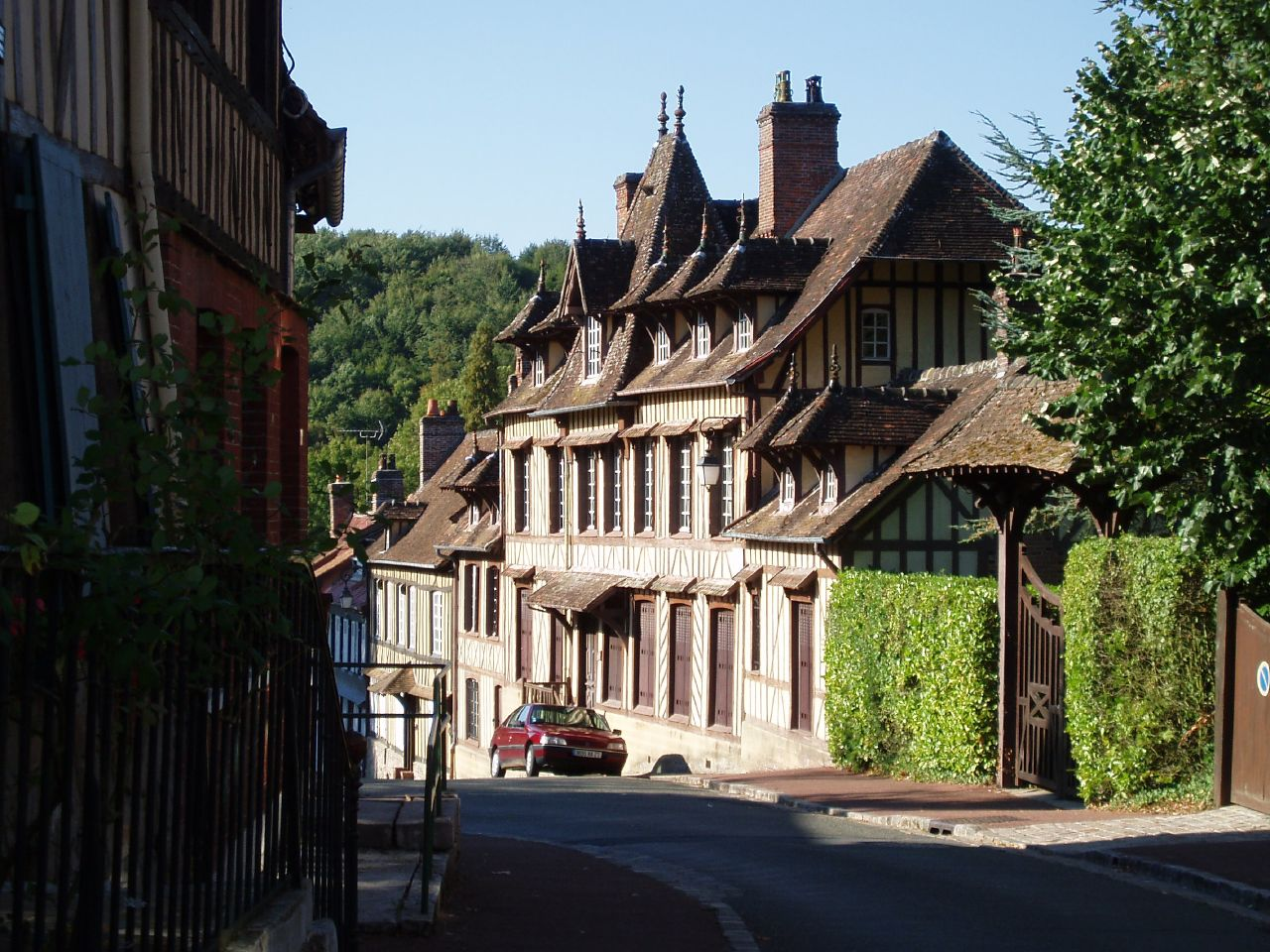
Wohnhaus Maurice Ravels

## Wirtschaft
Auf dem Gemeindegebiet gelten geschützte geographische Angaben (IGP) für Schweinefleisch (Porc de Normandie), Geflügel (Volailles de Normandie) und Cidre (Cidre de Normandie und Cidre normand).

## Persönlichkeiten

### Söhne und Töchter der Gemeinde
- Enguerrand de Marigny (1260–1315), Kammerherr von König Philipp IV.
- Philippe d’Alcripe (1530 oder 1531–1581), Benediktinermönch und Autor
- Isaac de Benserade (1612/1613–1691), Dichter am Hofe Ludwigs XIV.

### Persönlichkeiten, die im Ort gewirkt haben
- Maurice Ravel (1875–1937), französischer Komponist, der von 1917 bis 1920 hier lebte

## Gemeindepartnerschaft
- Grafrath Deutschland seit 13. Januar 2018 http://dfvg.grafrath-staedtepartner.de/?m=201801/ Deutsch-Französischer-Verein Grafrath